# کیش‌نامنی
کیش‌نامِنی (به مجاری:  Kisnamény) یک منطقهٔ مسکونی در مجارستان است که در سابولچ-ساتمار-برگ واقع شده‌است. کیش‌نامنی ۱۸٫۰۱ کیلومتر مربع مساحت و ۳۱۱ نفر جمعیت دارد.